# کوبرگ شمالی، ویکتوریا
کوبرگ شمالی (به انگلیسی: Coburg North) یک منطقهٔ مسکونی در استرالیا است که در City of Moreland واقع شده‌است.